# Not (album)
NOT – drugi album grupy NOT, wydany w 2007 roku nakładem 2-47 Records.

## Spis utworów
1. "Zmienię adres, zmienię imię"
2. "To taka gra"
3. "Ja dziękuję"
4. "Szalony Piotruś"
5. "Spadasz na dno"
6. "Łódź"
7. "Masz to co chcesz"
8. "Miasto"
9. "Jesień"
10. "Sado-maso"
11. "Życie"
12. "Sen"